# Rueredssjön
Rueredssjön är en sjö i Borås kommun i Västergötland och ingår i Viskans huvudavrinningsområde. Sjön är 7,5 meter djup, har en yta på 0,012 kvadratkilometer och befinner sig 151 meter över havet.